# Szárazvakolás
A szárazvakolás a 20. században terjedt el a gipszkarton térhódításakor. A gipszkarton technológia nem csak Magyarországon, hanem világszerte a legnépszerűbb belsőépítészeti megoldás. Mára a szárazvakolás lassan kiszorítja a hagyományos vakolási eljárásokat könnyebb, költséghatékonyabb és nem utolsósorban klimatizáló hatása miatt.
Kétféle szárazvakolási mód létezik.  A ragasztásos és a vázszerkezetre való felhelyezés. A ragasztásos technológia  a karton anyagával kompatibilis gipsz alapanyagú ragasztógipsszel  történik. A vázszerkezetű beépítési módszert azokon a helyeken alkalmazzák ahol nagyon egyenetlen a felület, vagy a felület nem teszi lehetővé a ragasztást, esetleg több hő és hangszigetelést elérése a cél. A váz készülhet fából vagy fémből, közé hőszigetelő anyag beépíthető.

## Szerszámok
- gumikalapács
- snitzer
- gipszkarton fűrész
- gipszkarton gyalu
- gipszkarton lyukreszelő
- körkivágó fúrógéphez
- spakli
- spatulya
- glettvas
- kőműves kanál
- lemezvágó olló
- fúrógép
- csavarbehajtó